# 洞山良价
洞山良价（とうざん りょうかい）は、中国唐代の禅僧。諡は悟本大師。俗姓は兪。越州諸曁県の出身。五家七宗の一つ、曹洞宗の開祖。
高弟に曹山本寂（840年-901年）がおり、宗派の名は洞山とこの曹山から一字ずつとって当初は「洞曹宗」を名乗ったというのが通説の一つだが、諸説異論ある（曹洞宗記事内の歴史項目参照）。

## 略歴
幼少のころより仏門に入る。村院の師について学んだが、『般若心経』を唱えたとき、六根の釈義について問いつめるなど頭角を現したので、五台山の高僧である五洩霊黙のもとへ遣わされ、21歳のとき受戒した。
のち南泉普願にも薫陶を受け 、潙山霊祐にも師事 。最後に雲巌曇晟（うんがん どんじょう、782年-841年）を師と仰いだが、『人天眼目』によればこのとき「三種滲漏」などの真髄を相伝した。
武宗による会昌の廃仏（843年-845年）が起きたが、大過なくやりすごした。晩年に筠州洞山（江西省宜春市宜豊県）を開いて禅門の一院を創設（当初は広福寺、功徳寺、崇先隆報寺などの名だったが、宋代初頭以降、普利院と称した）。ここで『宝鏡三昧（宝鏡三昧歌）』を作した。門徒は500～1000人に達したという。
洞山が提唱したかたちの五位は、「正偏（しょうへん）五位」と称される。その思考を知る資料『洞山語録』がある。南陽慧忠の説いた「無情説法（生命を持たない、人でないものが人と同じように説法をしているという教え）」を追い求める過程で、川に映った自分の姿を見て大悟を得たとされ、「洞山過水」として禅画の画題となっている。

## 伝記
- 椎名宏雄『洞山 臨済に並ぶ唐末の禅匠』「唐代の禅僧7」臨川書店、2010年